# 이창훈 (아나운서)
이창훈(1985년 11월 10일 ~ )은 대한민국의 방송인이다.

## 학력
- 한빛맹학교
- 서울신학대학교 사회복지학 학사
- 숭실대학교 사회복지대학원 사회복지학 석사

## 경력
- 2007년 : 한국 시각장애인 인터넷 방송 KBIC
- 2012년 : KBS 뉴스 12 서브 앵커

## 진행

### 텔레비전
- 2012년 : KBS1 《KBS 뉴스 12》 생활뉴스
- 2013년 : KBS2 《사랑의 가족》

## 홍보대사
- 2013년 희망서울 홍보대사
- 2014년 월드비전 홍보대사

## 수상
- 2011년 장애인문화진흥회 2011년을 빛낸 장애문화예술인
- 2013년 제16회 세계생명사랑국제상